# 青松岭 (南卡罗来纳州)
青松岭（英文：Pine Ridge），是美国南卡罗来纳州下属的一座城市。城市类型是“Town”。其面积大约为4.76平方英里（12.32平方公里）。根据2010年美国人口普查，该市有人口2,064人，人口密度约为每平方 英里433.89人（约合每平方公里167.53人）。